# Silvia Nane
Silvia Nane, née à Colonia del Sacramento le 17 septembre 1969, est une informaticienne et homme politique uruguayenne. Elle est sénatrice depuis le 20 novembre 2020.
Informaticienne spécialiste en analyse de la qualité des logiciels informatique, elle rencontre Carolina Cosse lors de son mandat en tant que présidente de l'ANTEL (es). En 2019, elle rejoint La Amplia de Cosse et est élue sénatrice suppléante aux élections d'octobre 2019.

## Biographie

### Parcours professionnel
Silvia Nane est née à Colonia del Sacramento (Colonia) le 17 septembre 1969. À l'adolescence, elle déménage avec sa famille à Montevideo, où elle a terminé ses études en analyse des systèmes de logiciels. Elle vit actuellement dans le département de Canelones.
Elle a fondée et dirigée Tmachine, une société de contrôle de qualité de logiciels, pionnière en Uruguay. À cette époque, elle membre de l'équipe de direction de la Chambre uruguayenne des technologies de l'information (CUTI), où elle a nouée des liens personnels avec Carolina Cosse, à l'époque présidente d'ANTEL (es).

### Parcours politique
Lors des élections internes et la primaire du Front large en 2019, elle s'implique dans la vie politique et fait partie de la candidature présidentielle de Carolina Cosse. Lors des 27 octobre 2019, elle est sur la liste sénatoriale de Carolina Cosse, avec comme slogan : « Unité pour le changement », en tant que  deuxième suppléante.
En novembre 2020, après l'investiture de Carolina Cosse en tant que maire de Montevideo, elle assume le mandat de sénatrice.
Lors des élections d'octobre 2024, elle figure à la seconde place sur la liste de La Amplia, à nouveau comme suppléante de Carolina Cosse. Le 15 février 2025, elle assume à nouveau son mandat, après son élection et investiture de la nouvelle vice-présidente.

## Vie privée
Elle vit actuellement à Colonia Valdense, dans le département de Canelones. Elle est lesbienne, vie avec sa compagne Ana et a deux fils, Marcos et Pedro.